# José Gómez Ortega
José Gómez Ortega, detto Joselito (Gelves, 8 maggio 1895 – Talavera de la Reina, 16 maggio 1920), è stato un torero spagnolo.

## Biografia
Joselito discendeva da una famiglia di toreri. Sia il padre, Fernando Gómez García, che il fratello maggiore, Rafael Gómez Ortega, erano rinomati toreri ed erano conosciuti entrambi come "el Gallo", motivo per cui all'inizio della sua carriera fu soprannominato "el Gallito".
Joselito fu un bambino prodigio, tanto che iniziò a toreare all'età di sei anni e fu il più giovane torero ad ottenere il titolo di matador de toros, all'età di diciassette anni. Trovò la morte il 16 maggio del 1920, all'età di venticinque anni nell'arena di Talavera de la Reina a causa di una cornata al ventre che provocò una morte veloce. La sua morte ebbe una vasta risonanza in tutta la Spagna e i suoi funerali furono seguiti da migliaia di persone.
È stato soprannominato "Il Re dei toreri" e considerato ancora oggi il torero più completo e dominatore della storia della corrida.
Insieme a Juan Belmonte, con il quale era amico e rivale, diede vita a quella che ancora oggi è conosciuta come l'Età dell'oro della Tauromaquia.
Nel 2020, in occasione del centenario della morte, moltissime televisioni spagnole hanno onorato la sua memoria con servizi e documentari relativi alla sua vita e alle sue gesta. 
Ancora oggi, nelle corride che si svolgono in Spagna il giorno 16 maggio, viene osservato un minuto di silenzio in sua memoria, e nelle corride svolte in quel giorno nell'arena di Las Ventas a Madrid, viene eseguito in suo onore il celebre pasodoble Gallito, originariamente composto per suo fratello Fernando ma che fu infine dedicato a Joselito dopo la sua morte.
Il celebre poeta Rafael Alberti dedicò a Joselito la toccante poesia Joselito en su gloria, che successivamente fu anche musicata da diversi autori.